# Caltojar
Caltojar é um município da Espanha na província de Sória, comunidade autónoma de Castela e Leão. Tem 84,36 km² de área e em 2021 tinha 57 habitantes (densidade: 0,7 hab./km²).

## Demografia
| Variação demográfica do município entre 1991 e 2004 | Variação demográfica do município entre 1991 e 2004 | Variação demográfica do município entre 1991 e 2004 | Variação demográfica do município entre 1991 e 2004 |
| --------------------------------------------------- | --------------------------------------------------- | --------------------------------------------------- | --------------------------------------------------- |
| 1991                                                | 1996                                                | 2001                                                | 2004                                                |
| 171                                                 | 144                                                 | 118                                                 | 111                                                 |